# 北条兼時
北条 兼時（ほうじょう かねとき、文永元年（1264年） - 永仁3年9月18日（1295年10月27日））は、鎌倉時代後期の北条氏の一門。父は第8代執権・北条時宗の異母弟である北条宗頼。

## 生涯
はじめは時業と称した。弘安3年（1280年）、長門探題であった父の死に伴い長門国守護となる。翌年には異国警固番役を任じられて播磨国に赴いた。弘安の役から3年後の弘安7年（1284年）、摂津国守護と六波羅探題南方に任じられ、弘安10（1287年）には六波羅探題北方に転任した。
正応6年（1293年）1月、探題職を辞して鎌倉に帰還したが、前年の外交使節到来で再び蒙古襲来の危機が高まったため、同年3月、執権北条貞時の命を受け、軍勢を引き連れて九州に下向した。兼時の九州下向をもって初代鎮西探題とする見方もある。兼時が九州博多に到着した直後に鎌倉では平禅門の乱が起こり、5月3日に事件を報ずる早馬が博多に到着し、九州の御家人達が博多につめかけ、兼時はその対応に追われた。
翌永仁2年（1294年）3月、兼時は「異国用心」のため、筑前国と肥前国で九州の御家人達と、とぶひ（狼煙）の訓練を行い、軍勢の注進、兵船の調達などを行って異国警固体制を強化した。しかし予想していた元軍の襲来はなく、兼時は永仁3年（1295年）4月23日、鎮西探題職を辞して再び鎌倉に帰還した。翌年には北条実政が鎮西探題に派遣された。兼時は評定衆の一人に列せられて幕政に参与したが、鎌倉帰還の5ヶ月後、9月18日に死去した。享年32。

## 経歴
※日付＝旧暦
- 年月日不詳、修理亮に任官。
- 1284年（弘安7）11月3日、幕府の六波羅探題南方として赴任。
- 1287年（弘安10）3月12日、3月12日、従五位下に叙し、越後守に遷任。8月、六波羅探題北方に異動。
- 1293年（正応6）3月7日、鎮西探題に異動。
- 1295年（永仁3）4月23日、鎮西探題退任。5月11日、評定衆と就る。9月18日、死去。享年32。

## 偏諱を与えた人物
- 遠藤兼俊[1]